# محضر 20 يوليوز
محضر 20 يوليوز، اتفاق «توظيف» وقعته الحكومة المغربية بمؤسساتها (الوزارة الأولى، وزارة تحديث القطاعات العامة، وزارة الداخلية) في يوليوز من عام2011 مع مجموعة (التنسيقيات الأربع) من الشبان المغاربة من حملة الشواهد العلبا (الدكتوراه- مهندسي الدولة - الماستر والماستر المتخصص) قصد إدماجهم بطريقة مباشرة في أسلاك الوظيفة العمومية، وفق مقتضيات قانونية دستورية أتت في سياق التدابير المجتمعية التي اتخدها المغرب في فترة الربيع العربي ليمتص احتجاجات هذه الفئة العريضة من الشعب التي تعاني ولا تزال، من بطالة مستشرية في صفوفها كما تشير لذلك جل التقارير الوطنية، القومية والدولة. عرف مسار إعمال هذا الإتفاق مسلسلا من التلاعبات والتسويفات من قبل حكومة عباس الفاسي السابقة كما الجديدة بقيادة حزب العدالة و التنمية، التي سبق وأن أكدت على حتمية الالتزام كما وعدت بتوفير كل الضمانات التي من شأنها تفعيله كمقتضى إتفاقي يدخل في صميم التزامات الدولة وفي نطاق مبدأ استمرارية هيبتها بإنفاذ تصرفاتها. اعتبرت الدولة ان المحضر ليسا قانونيا، وبالتالي تم الغاؤه رسميا، فالمحضر الشهير كان يضم خمسة الالاف الا ان سوء تدبير الدولة وأنواع القمع الأمني، بتراجع عدد أطر إلى 2000 إطار عالي مُعطل، وهو ما اعتبر ردة على الحقوق المكتسبة واحتيالا مجتمعيا على فئة من أبناء الشعب المغربي، يُنذر بأزمة مجتمعية حقيقية «آيلة للانفجار» بين الحكومة المغربية والشبان الذين هم في عزم على خوض أشكال احتجاجية ميدانية طويلة الأمد إلى أن يتم الوفاء بعهد الإتفاق.
```
* نبذة تاريخية:
```

بعد أزيد من 4 شهرا من تاريخ صدور مرسوم وزاري برئاسة الملك محمد السادس رقم 02.11.100 في مارس 2011 الذي شرّع بصفة استثنائية وانتقالية لجميع حاملي الشواهد العليا من أبناء الشعب المغربي (الدكتوراه- مهندسي الدولة - الماستر والماستر المتخصص) الحق بالإدماج في الوظيفة العمومية، وبعد مسلسل إقصاء وتسويف في تطبيق القانون، جاء التوقيع على محضر 20 يوليوز 2011 نتيجة نضالات وتضحيات أطر التنسيقيات الأربع، الذي أقر بحقها في الاستفادة من المرسوم الوزاري «المذكور» وفق مبادرة ملكية، مشمولة بتواقيع وأختام [[مؤسسات الدولة تؤكد على الإتزام وتضفي عليه إطارا من الشرعية والمشروعية القانونية الاجتماعية، كما الأخلاقية في فترة عانى منها الشباب المغربي ولايزال من عطالة مستشرية، في ظل اختلال موازين توزيع الثروات داخل بلد يزخر بالخيرات.
ثم، جاءت بعد ذلك حكومة عبد الإله بنكيران بوعود التزامها بالمحضر الذي جعل من سنة 2012 سنة توظيف أطر هذه الدفعة البالغ عددهم 2800 إطار عالي مُعطل، مُعبرة في أكثر من مناسبة وعلى لسان وزرائها بمن فيهم رئيس الحكومة السيد عبد الإله بنكيران عن صوت ذاك الالتزام الذي اعتبروه «تحصيل حاصل وأمر غني عن النقاش، حري بالتفعيل»، لتفاجئ التنسيقيات الأربع بعد شهور من الوعود الرسمية، بتماطل حكومة بنكيران وبتراجعها عن تفعيل مقتضيات المحضر لأسباب واهية، ضاربة بعرض الحائط وطول انتظار الأطر، كل الوعود التي أطلقتها والتعهدات التي قدمتها، رافضة فتح أي قناة للحوار، ومتوعدة بأن تقمع كل الأشكال الاحتجاجية السلمية التي ستخوضها التنسيقيات الأربع في سبيل الدفاع عن حقها، وهو ما جاء على لسان أكثر من مسؤول من بينهم وزير الدولة بلا حقيبة عبد الله باها في حواره مع جريدة التجديد لسان حزب العدالة و التنمية.
```
حصيلة ثقيلة لضحايا العنف الأمني:
```

وهو ما حدث بالفعل، حيث تعرضت التنسيقيات الأربع في في عهد حكومة بنكيران، لأبشع أنواع القمع الأمني، خلف مئات الإصابات "أغلبها من الإناث"، إلى جانب كسور وردود على مستوى الرأس والأطراف، إضافة إلى تسجيل حالات إجهاض عدة في صفوف إناث المجموعات المُعطلة، بعد تعرضهن للرفس والضرب المبرح من قبل الأجهزة الأمنية في شوارع الرباط "وكل ذلك تم توثيقه وتطعيمه بالشواهد والإثباتات "المكتوبة منها والمرئية"، في خرق لكل المقتضيات الدستورية والمواثيق الدولية المعنية بحق وكرامة الإنسان، خاصة مقتضيات الباب الثاني من الدستور إلى جانب قانون الحريات العامة المعدل، إضافة إلى الإعلان العالمي لحقوق الإنسان 1948 كما العهدين الدولين 1976 المصادق عليهم سنة 1979.
بعض وعود حكومة «ابن كيران» وتراجعاتها:
http://www.youtube.com/watch?feature=player_embedded&v=yi9W_cKVQ0w
المقاربة الأمنية «القمعية» لحكومة «ابن كيران» في حق اطر المحضر:
http://www.youtube.com/watch?v=edrOvO4KnkA
```
استياء مُجتمعي:
```

وقد خلف قرار تنصل الحكومة من الالتزام، استياء شريحة عريضة من الشعب المغربي، بمجتمعه المدني والحقوقي، كما لقي تنديدا واسعا من قبل مؤسسات دستورية «كالمجلس الوطني لحقوق الإنسان» الذي طالب الحكومة بضرورة الالتزام بمقتضى هذا المحضر باعتباره حقا مكتسبا لا يجوز تحوير مقتضياته الحقة والعادلة، مطالبا الحكومة بالتحلي بالشجاعة والمصارحة في تعاطيها مع الملف، كما طالب رجال دين «كالعلامة عبد الله النهاري» كما فقهاء ورجال القانون والسياسية والاقتصاد (كنور الدين أشحشاح، محمد ضريف، خالد السفياني، إدريس بنعلي، محمد زيان...) بضرورة وفاء الحكومة باتزاماتها وتفعيل مقتضيات محضر 20 يوليوز الذي يبقى قضية عادلة وفصلا مجتمعي أليما ينبغي إنهاء فصوله النامية تارة، الدامية تارة أخرى.
```
توتر مستمر:
```

هذا، ولا تزال أزمة «قضية المحضر» حاضرة بقوة في المشهد السياسي والمجتمعي المغربي، فيما يرتقب أن تشهد فصول الجدال حول القضية تحولا نوعيا على رقعات جديدة، من شأنه أن يعصف بالقضية كما أطرافها (المُعطلون والحكومة) نحو سيناريو مجتمعي مجهول الأفق.
1. ↑  مغرس : الحكومة تصادق على مرسوم التوظيف المباشر لحاملي الشهادات العليا نسخة محفوظة 09 سبتمبر 2013 على موقع واي باك مشين.
2. ↑  المعطلون ينسحبون من مقر حزب الإستقلال بعد وساطة من اليزمي نسخة محفوظة 08 نوفمبر 2012 على موقع واي باك مشين.
3. ↑  مغرس : عبد الله بها (وزير الدولة) ل«التجديد»: خيار الإصلاح في ظل الاستقرار تأكدت صوابيته أكثر نسخة محفوظة 04 مارس 2016 على موقع واي باك مشين.
4. ↑  http://www.petitions24.net/pv20juillet راجع الرابط
5. ↑  الصبار يتهم بنكيران بتجاهل مراسلاته حول المعطلين | Almassae
6. ↑  نداء للحكومة من نهاري نسخة محفوظة 09 مارس 2016 على موقع واي باك مشين.